# 1994年爪哇地震
1994年爪哇地震是指1994年6月3日发生于印度尼西亚爪哇岛南部近海的强烈地震。该次地震震中位于南纬10.477度，东经112.835度，震级为MW 7.8级，震源深度约为18.4千米，最大烈度为6(VI)度。该次地震引发了一场最高高度为13.9米的巨大海啸，共造成238人遇难和423人受伤。该次地震已被美国地质调查局列入1994年显著地震列表。

## 发震背景
由于处于印度洋板块和欧亚板块动力碰撞的影响区，印度尼西亚被广泛地认为是地震多发的国家。印度洋板块以约50至70mm/yr的速度向东北方向运动，与欧亚板块碰撞汇聚于班达弧，形成了巽他—爪哇海沟，并在爪哇和苏门答腊陆块之间形成了绵延3000千米的断裂带和活火山群。
本次地震震中接近爪哇岛南部海域的构造边界，历史上该地区地震活动频繁。除本次地震外，历史上，该地区曾还发生过1943年中爪哇地震等多次灾害性地震。2004年12月发生在印度洋东部的MS 8.7级大地震是这一海域有观测记录以来，发生的规模最大的地震，也是有史以来震级最高的地震之一。有地震学家指出，印度洋东部洋域本身具备的海洋深度、断层上下错动的特征十分有利于巨大海啸的发生，因而该地域具有很高的地震与海啸危险性。

## 参数测定
美国地质调查局测定的1994年爪哇地震震中位于南纬10.477度，东经112.835度，震级为MW 7.8级，震源深度约为18.4千米，最大烈度为6(VI)度。国际地震中心记录的震级为mb 5.6级，震源深度约为38.9千米。
根据美国地质调查局的解析，该次地震是一次逆断层型地震。

## 震害情况
根据美国国家海洋和大气管理局海啸数据库记载，1994年爪哇地震引发了一场巨大海啸。印度尼西亚东爪哇省外南梦沿岸观测到了最高高度为13.90米的海啸波。除印度尼西亚南部多地沿岸受到海啸侵袭外，澳大利亚布鲁姆等地沿岸也观测到了0.2米左右的海啸。该次地震共造成238人遇难，另有423人受伤。除人员伤亡外，还有大约1500栋房屋受损。